# Ankwicz Hrabia
Ankwicz Hrabia – polski herb szlachecki, hrabiowska odmiana herbu Abdank.

## Opis herbu
Opis zgodnie z klasycznymi zasadami blazonowania:
W polu czerwonym łękawica srebrna. Nad tarczą korona hrabiowska. Nad nią hełm. W klejnocie nad hełmem samo godło.

## Najwcześniejsze wzmianki
Nadany z tytułem hrabiowskim i predykatem hoch und wohlgeboren (wysoko urodzony i wielmożny) Stanisławowi i Wawrzyńcowi, Andrzejowi i Michałowi, kanonikom krakowskim oraz synom Jana: Janowi i Maciejowi z Posławic Ankwiczom 5 grudnia 1778 w Galicji przez cesarzową Marię Teresę. Podstawą nadania była wierność dworowi cesarskiemu, pochodzenie z rodu Skarbków (którzy mieli być hrabiami już wcześniej) oraz legitymacja szlachectwa z 1775.

## Herbowni
- graf von Posławice Ankwicz.